# 奥特劳
奥特劳是德国黑森州的一个市镇。总面积48.49平方公里，总人口2314人，其中男性1171人，女性1143人（2011年12月31日），人口密度48人/平方公里。